# Бахчисарай (городское поселение)
Городское поселение Бахчисарай (укр. міське поселення Бахчисарай, крымскотат. Багъчасарай шеэр юрту, Bağçasaray şeer yurtu) — муниципальное образование в Бахчисарайском районе Республики Крым Российской Федерации. Согласно административному делению Украины на его территории номинально (по состоянию на 2014 год) находится Бахчисарайский городской совет АР Крым.
Административный центр — город Бахчисарай.

## История
Городское поселение образовано в июне 2014 года согласно Закону Республики Крым № 15-ЗРК «Об установлении границ муниципальных образований и статусе муниципальных образований в Республике Крым».

## Население
| 2001    | 2009    | 2010    | 2011    | 2012    | 2013    | 2014    |
| ------- | ------- | ------- | ------- | ------- | ------- | ------- |
| 27 626  | ↘26 876 | ↗26 954 | ↗27 036 | ↗27 170 | ↗27 265 | ↗28 173 |
| 2015    | 2016    | 2017    | 2018    | 2019    | 2020    | 2021    |
| →28 173 | ↘28 065 | ↘27 188 | ↗27 557 | ↘27 238 | ↗27 331 | ↗29 221 |

## Населённые пункты
| № | Населённый пункт | Тип   | Население |
| - | ---------------- | ----- | --------- |
| 1 | Бахчисарай       | город | ↗28 609   |
| 2 | Научный          | пгт   | ↘612      |